# Nyabing
Nyabing är en ort i Australien. Den ligger i kommunen Kent Shire och delstaten Western Australia, omkring 280 kilometer sydost om delstatshuvudstaden Perth.
Trakten runt Nyabing är nära nog obefolkad, med mindre än två invånare per kvadratkilometer.. Det finns inga andra samhällen i närheten.
Trakten runt Nyabing består till största delen av jordbruksmark. Genomsnittlig årsnederbörd är 527 millimeter. Den regnigaste månaden är maj, med i genomsnitt 88 mm nederbörd, och den torraste är januari, med 11 mm nederbörd.